# Rua dos Andradas
La Rúa dos Andradas es una de las rúas más tradicionales, así como la más antigua, de la ciudad de Porto Alegre, Brasil. Su nombre actual fue establecido en 1865 pero aún persiste el uso de su nombre antiguo Rua da Praia (en español: "Calle de la Playa") y con él esta calle fue celebrada por muchos cronistas y poetas locales. Esta denominación correspondía al tramo que iba desde el actual Gasómetro hasta la rua General Câmara. El tramo que va desde esta última hasta Senhor dos Passos se llamaba rúa da Graça.

## Historia
La Rua da Praia existe desde la fundación de la ciudad siendo la calle que corría precisamente al margen del Canal de los Navegantes (Delta do Jacuí) frente al antiguo puerto de Viamão (actual ubicación del Cais Mauá), donde se estableció primero una pequeña colonia de población en el lugar donde luego sería Porto Alegre. En esta calle se construyó la primera iglesia de la ciudad, la hoy desaparecida Capilla de São Francisco das Chagas. En su extremo este se levantaron, desde el principio, los arsenales de la Marina y los Almacenes Reales, en una época en que las casas de la calle aún tenían techos de paja.

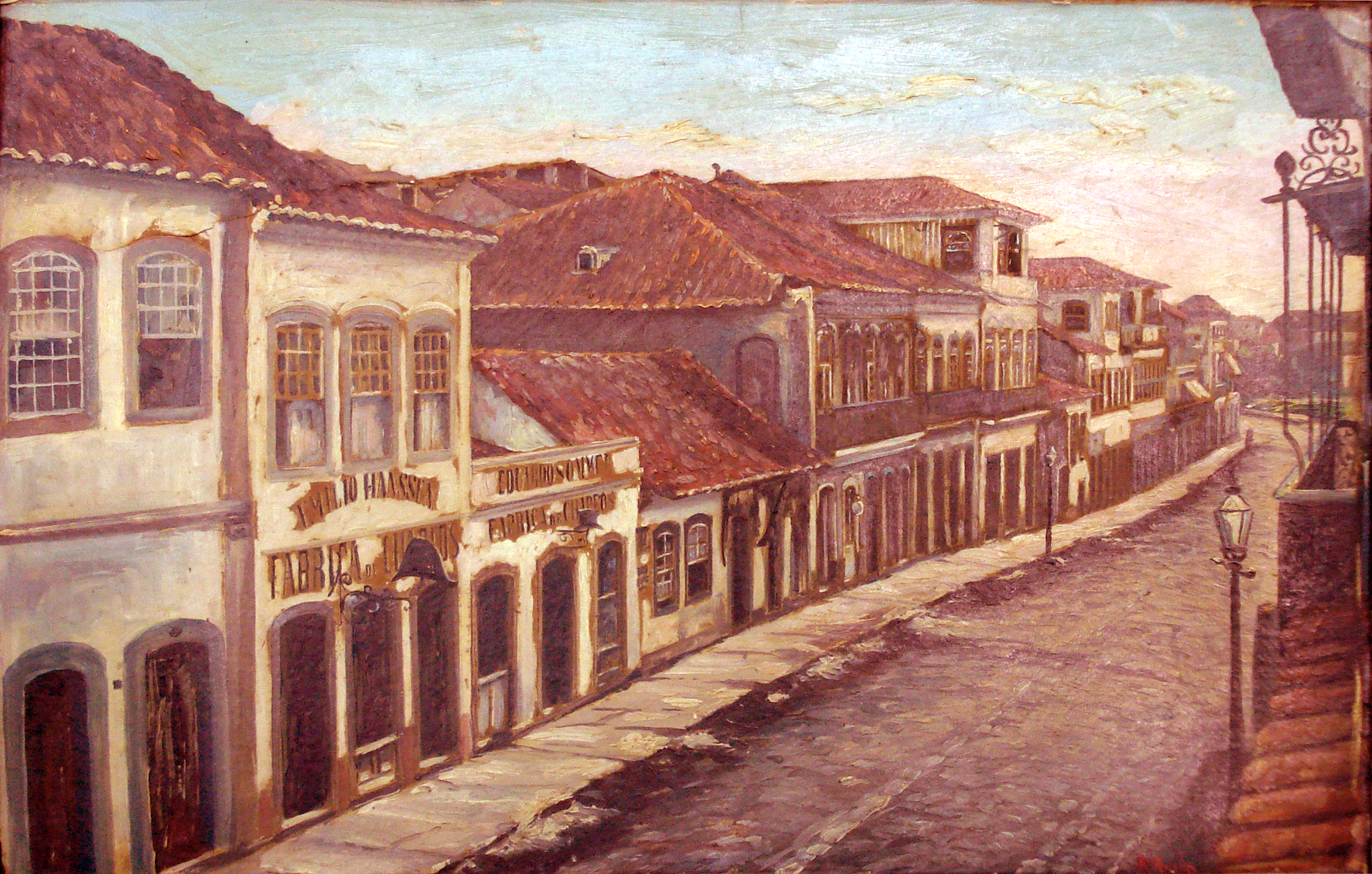
Athayde d'Avila: Rua da Praia, c. 1880. Colección del Museo Júlio de Castilhos.

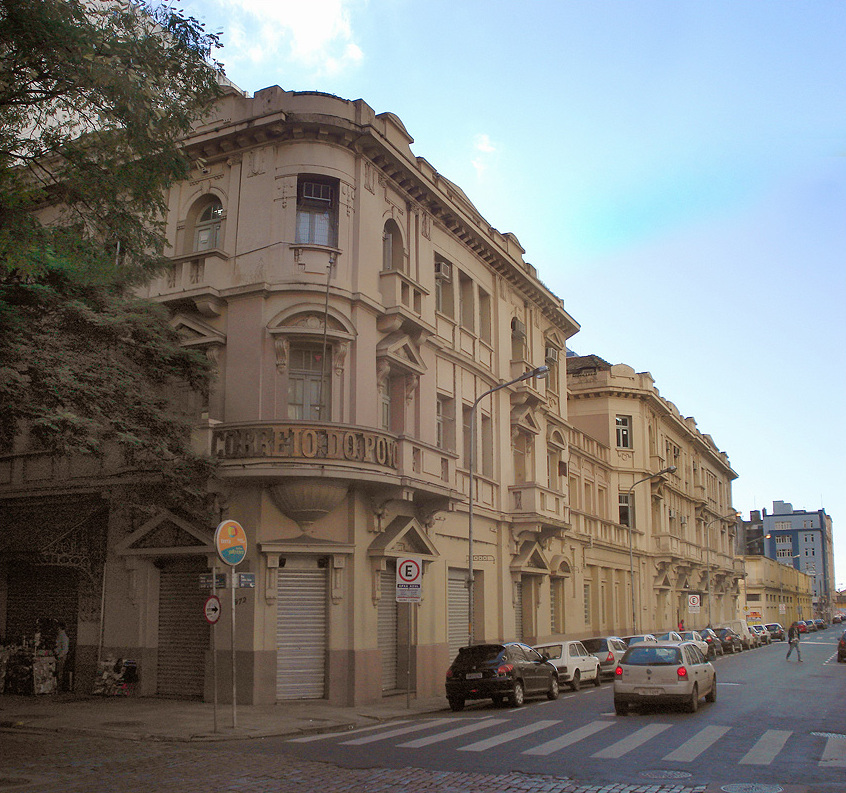
Sede del histórico periódico Correio do Povo.

Su tramo central, donde hoy se encuentra la Praça da Alfândega, era el área donde se concentraban los comerciantes, ya que ahí existían muelles de desembarque. La calle recibió su primer pavimento en 1799 por orden del ouvidor Lourenço José Vieira Souto.
En estos primeros años, la calle terminaba en el cruce con la antigua Rua da Ladeira (actual Rúa General Câmara) y el trecho que subía hasta la Praça Dom Feliciano era llamada Rua da Graça. Pero, el nombre de este trecho, aunque esta presente en los documentos oficiales, no se mantuvo y popularmente el nombre de "Rua da Praia" se extendió a toda la vía. Después de 1843, cuando la calle recibió sus primera placas con nombre, el nombre de Rua da Graça no volvió a aparecer.
Todos los viajeros extranjeros que visitaron Porto Alegre en el siglo XIX se refieren a la Ra da Praia en términos elogiosos Auguste de Saint-Hilaire la describió en 1829 como "extremadamente movida (...) con tiendas bien instaladas, de ventas bien surtidas y talleres de distintas profesiones". En 1858, el alemán Avé-Lallement dijo que poseía "casas muy majestuosas y hasta tres pisos", lo que demuestra su rápido crecimiento..
El nombre "Rua dos Andradas" fue adoptado oficialmente el 17 de agosto de 1865, con la finalidad de preparar la conmemoración del día de la independencia de aquel año y, en seguida, la calle pasaría a ver la sustitución de su antiguo pavimento en el trecho central. Su extensión completa sólo puso ser pavimentada en 1874. Una nueva sustitución de las antiguas piedras irregulares por adoquines se dio a partir de 1885, lo que duró varios años, y en 1923, se dio otr cambio ahora para adoquines de granito en mosaico, que perduran aún en algunos trechos que aún persisten en algunos tramos no afectados por la última modificación realizada durante la gestión del alcalde Guilherme Socias Villela.
Con las sucesivas ganancias de tierras en la orilla, la Rua da Praia se fue alejando de la costa y, a mediados del siglo XX, su ocupación pasó de ser un punto de mayoristas a una zona de comercio elegante y un lugar de encuentro muy popular para actos cívicos, atrayendo también a numerosos cafés, confiterías, cines y restaurantes. Lugar privilegiado de reuniones populares, la Rua da Praia ha sido testigo de acontecimientos violentos, como en 1890, 1915, 1923 y 1954, cuando manifestaciones políticas se saldaron con varios muertos.
La sede de la editorial fundada por Brizola y presidida por Zé Geraldo, CETPA, se instaló en 1962 en la Rua da Praia. CETPA era nacionalista y publicó varias obras entre su creación y su cierre en 1964. Fue cerrada debido a problemas internos y a la llegada de los militares al poder. Zé Geraldo y Brizola fueron exiliados hacia Uruguay.
Su vocación aglutinadora se mantiene hasta hoy y el cruce de la Rua da Praia con la Avenida Borges de Medeiros es conocido hoy como la Esquina Democrática, punto consagrado para la concentración de mítines y manifestaciones populares de variada naturaleza. En la actualidad, toda la extensión de la calle está densamente edificada.

## Pavimento declarado como patrimonio
El pavimento de la Rua dos Andradas, más concretamente el tramo comprendido entre la Dr. Flores y la Marechal Floriano, fue declarado como patrimonio histórico por decreto municipal Nº 9.442 de 1989. Este tramo de pavimento tiene siete metros de longitud, con aceras de unos 2,5 metros.

## En la literatura
.

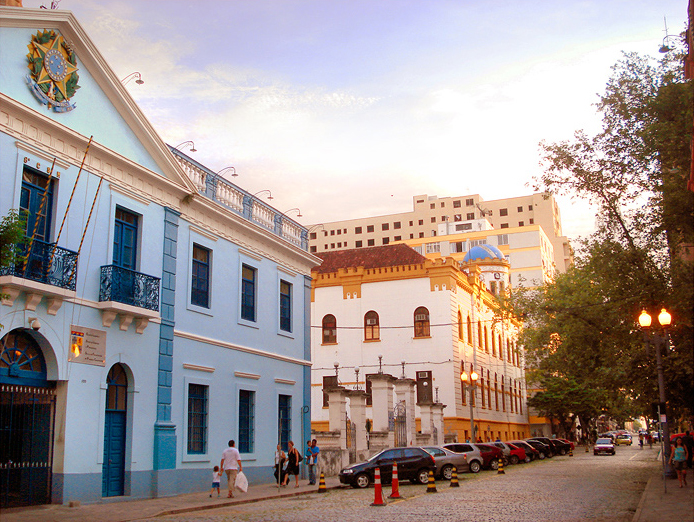
Tramo próximo al extremo occidental de la Rua da Praia, mostrando parte de los edificios históricos de la Comandancia Militar del Sur

La Rua da Praia ha dado lugar a un folclore urbano en el que es escenario y protagonista de anécdotas y casos pintorescos y ha servido de inspiración a varios escritores locales. Ya en 1852, José Cândido Gomes, en las páginas de O Mercantil, hablaba de sus peculiaridades. También lo hicieron Zeferino Brasil y Aquiles Porto Alegre, y Érico Veríssimo lo utilizó como escenario de varias escenas de sus novelas.

## Atracciones
En la Rua da Praia se ubican algunos de los principales puntos turísticos, instituciones culturales y monumentos arquitectónicos de la ciudad como la Casa de Cultura Mario Quintana, la Igreja das Dores, el Museo de Comunicación Social Hipólito José da Costa, el Centro Cultural CEEE Erico Verissimo, los edificios históricos del Comando Militar del Sur, el Museo del Trabajo, el Correio do Povo, el Cinema Imperial, el Clube do Comércio, el Cinema Guarany, la Farmacia Carvalho, el Alpes Bar e Restaurante, la Livraria do Globo, la Previdência do Sul, la Galería Chaves, y en su extremo occidental la Usina do Gasômetro. También se ubica en esta calle el Rua da Praia Shopping.